# 山下喜光
山下 喜光（やました よしみつ）は、日本の男性アニメーター、キャラクターデザイナー。C-Station所属。

## 参加作品

### テレビアニメ
2000年
- こちら葛飾区亀有公園前派出所 (原画(191話))

2003年
- こちら葛飾区亀有公園前派出所 (原画(298話))
- ウルトラマニアック (作画監督(2話)・原画(2話 23話))

2004年
- MADLAX (作画監督(13話))
- サムライチャンプルー (作画監督(17話 22話 26話)・原画(1話 5話 19話 21話))
- 吟遊黙示録マイネリーベ (原画(7話 11話 13話))

2005年
- BLOOD+ (原画(OP))
- ツバサ・クロニクル (-2006年、作画監督(一期：12話 19話 24話　二期：4話 11話 15話 20話 25話))

2006年
- 吟遊黙示録マイネリーベwieder (キャラクターデザイン・作画監督(OP ED 1話 5話 10話 13話))

2007年
- エル・カザド (作画監督(18話 24話))

2008年
- 無限の住人 (キャラクターデザイン・作画監督(OP ED 1話 7話)・原画(2話))

2009年
- Phantom 〜Requiem for the Phantom〜 (キャラクターデザイン) ※共同
- とある科学の超電磁砲 (作画監督(10話))

2010年
- さらい屋 五葉 (総作画監督)

2011年
- へうげもの (キャラクターデザイン) ※共同

2012年
- 坂道のアポロン（総作画監督）
- ココロコネクト（作画監督協力(5話 6話 7話 8話 9話 13話)）

2013年
- ムシブギョー（キャラクターデザイン）
- サムライフラメンコ（キャラクターデザイン）

2014年
- 星刻の竜騎士（ドラゴンデザイン・総作画監督(2話 4話 6話 8話 9話)）
- 残響のテロル（作画監督(6話 9話 11話)）
- 神撃のバハムート GENESIS（作画監督(4話)）

2015年
- 黒子のバスケ（第3期、作画監督(67話)）
- スタミュ（作画監督(1話)）

2018年
- 覇穹 封神演義（キャラクターデザイン・総作画監督(1話 2話)）

2020年
- へやキャン△（作画監督・原画(1話)）

2023年
- Opus.COLORs（総作画監督(4話)）

### OVA
2007年
- MURDER PRINCESS (キャラクターデザイン・作画監督(1話 6話))